# Trypeticus tuberculinotum
Trypeticus tuberculinotum är en skalbaggsart som beskrevs av Kanaar 2003. Trypeticus tuberculinotum ingår i släktet Trypeticus och familjen stumpbaggar. Inga underarter finns listade i Catalogue of Life.